# Сантері Нуортева
Сантері «Сантту» Нуортева (нар. Олександр Нюберг; 29 червня 1881 — 31 березня 1929) — радянський журналіст фінського походження та один із перших членів фінського парламенту, де він служив членом Соціал-демократичної партії з 1907 до 1908 і 1909—1910 роки. Нуортева емігрував до США у 1911 році і відіграв провідну роль у значному фінськомовному соціалістичному русі в Америці. У різний час він редагував журнали Säkeniä («Іскра»), газети Toveri («Товариш») і Raivaaja («Піонер»). Він був офіційним представником в Америці уряду фінських соціалістів-революціонерів 1918 року і після його повалення мав вплив на офіційні справи уряду Радянської Росії в Сполучених Штатах. У 1920 р. вивезений до радянської Росії.
Його дочкою була відома фінсько-радянська розвідниця Кертту Нуортева.

## Раннє життя
Сантері назвали Олександром Нюбергом, коли він народився у Війпурі, Велике князівство Фінляндське, 29 червня 1881 року. Його батько, Клаес Фредрік Нюберг, був телеграфістом, а мати була російською єврейкою Анною Олександрівною Сахаровою. Ще до закінчення середньої школи Сантері працював у магазині, матросом і котельником. Після закінчення середньої школи в 1904 році він почав працювати вчителем і журналістом у Форсі. Він був учителем мови в початковій школі Форсса в 1904—1907 роках і редактором Forssa News в 1904—1906 роках.
Покинувши Форсса, Нуортева працював журналістом у журналі Socialist у Турку в 1908 році, а потім редактором журналу Kansan у Тампере в 1909—1911 роках. Нуортева був ув'язнений за Lèse Majesté у 1909 році.

## Політична кар'єра
Псевдонім Сантері Нуортева Нюберг взяв у 1906 році, під час Революції 1905 року в Російській імперії, до складу якої входила Фінляндія. Він став членом фінського парламенту в 1907 році і пропрацював там до 1910 року.
Нуортева іммігрував до Сполучених Штатів у 1911 році, де миттєво став провідним членом Фінської соціалістичної федерації в Америці та одним із її найвидатніших речників. Він працював редактором щоденної газети Toveri («Товариш») в Асторії, штат Орегон, на північному заході Тихого океану з 1912 по 1913 рік. Він виїхав на східне узбережжя, щоб редагувати щомісячний журнал Säkeniä («Іскра») і працював у редакції «Райваая» («Піонер»).
Під час Громадянської війни у Фінляндії Нуортева був тимчасовим повіреним у справах Фінської Соціалістичної Робітничої Республіки у Вашингтоні, округ Колумбія, у 1918—1919 роках. 10 травня 1918 року, коли уряд, який представляв Нуортева, було повалено, аудиторія соціалістів заповнила Карнеґі-хол у Нью-Йорку, щоб почути, як він засудив фінських антибільшовиків як союзників німецького юнкерського класу, а не друзів Америки та її союзників, як вони стверджували. Прямо захищаючи нещодавній Брест-Литовський договір, який ознаменував вихід Радянської Росії з війни проти Німеччини, він вітав більшовицьку революцію в Росії як найбільшу загрозу для Німеччини: «Сьогодні прапор Соціалістичної Республіки Росії майорить над соціалістичним посольством у Берліні, страшний символ найбільшої загрози для німецьких правителів, бо цей прапор уособлює силу великої народної ідеї, яка передбачає повне знищення кайзеризму та юнкерства та всіх їхніх творінь». Він виступав за дипломатичне визнання Радянського уряду США.
21 вересня 1918 року New York Evening Post звинуватила його в тому, що він був автором і фабрикантом «Документів Сіссона», суперечливого набору російськомовних газет, які, якщо вони справжні, доводили, що німецький генеральний штаб фінансував російську революцію і що і Ленін, і Троцький були німецькими агентами. Згодом він став керівником інформації Російського інформаційного бюро, де-факто посольства російського уряду, у 1919–1920 роках, будучи помічником Людвіга Мартенса, невизнаного радянського посла та суперечливої особи в Америці.
У 1918 році він також співпрацював над перекладом англійською мовою «Лист до американських робітників» Леніна.
У 1920 році Нуортева покинув Сполучені Штати, виїхавши спочатку до Канади, а потім до Англії, звідки через 10 днів був депортований до Радянської Росії — туди, куди він просив, замість повернення до США.

## Радянські роки
Повернувшись у Радянську Росію, Нуортева очолив англо-американський відділ Народного комісаріату закордонних справ.
У Радянському Союзі Нуортева знову був ненадовго заарештований і ув'язнений у 1921-1922 роках. Після звільнення він працював менеджером у Карельській Автономній Радянській Соціалістичній Республіці в Петрозаводську в 1922 році.
Після повернення до Москви Нуортева працював журналістом і комісаром англо-американського відділу в Москві в 1923-1924 роках, коли Роста, радянське інформаційне агентство, на короткий час відрядило Нуортева до Стокгольма як свого представника. Після роботи там Нуортева став головою радянського Карельського центрального комітету в 1924-1927 роках.

## Смерть і спадок
Нуортева помер 31 березня 1929 року в Ленінграді, коли працював редактором радянського словника.

## Дивіться також
- Фінська соціалістична федерація
- Соціалістична партія Орегону
- Арманд Гаммер
- Абрахам Аарон Геллер

## Зовнішні посилання
- Роботи Сантері Нуортева або про них в Інтернет-архіві